# Авганистан на Светском првенству у атлетици на отвореном 2013.
Авганистан је учествовао на Светском првенству у атлетици на отвореном 2013. одржаном у Москви од 10. до 18. августа. Репрезентацију Авганистана представљао је један атлетичар који се такмичио трчању на 100 м. Интересантно је да је ово трећи пут да такмичар Масуд Азизи учествује на светском првенству, као једини мушки представник Авганистана.
На овом првенству Авганистан није освојио ниједну медаљу, нити је оборен неки рекорд.

## Резултати

### Мушкарци
| Атлетичар   | Дисциплина | Лични рекорд | Предтакмичење | Предтакмичење | Квалификације        | Квалификације        | Полуфинале           | Полуфинале           | Финале               | Финале  | Детаљи                                    |
| Атлетичар   | Дисциплина | Лични рекорд | Резултат      | Место         | Резултат             | Место                | Резултат             | Место                | Резултат             | Место   | Детаљи                                    |
| ----------- | ---------- | ------------ | ------------- | ------------- | -------------------- | -------------------- | -------------------- | -------------------- | -------------------- | ------- | ----------------------------------------- |
| Масуд Азизи | 100 м      | 11,11 НР     | 11,78         | гр 4          | Није се квалификовао | Није се квалификовао | Није се квалификовао | Није се квалификовао | Није се квалификовао | 72 / 75 | Архивирано на веб-сајту (12. август 2015) |

ИААФ је 20. септембра 2013. објавила да је на основу допинг тестова на СП 2013. у Москви 7 атлетичара користило недозвопљена средства. Међу њима био је и Масуд Азизи који је био позитиван на нандролон. Сви су суспендовани а резултати поништени. Масуд Азии је кажњен са две године (28.8 2013—28. 8. 2015) забране учествовања на међународним такмичењима.